# 琉球人先住民族論
琉球人先住民族論（りゅうきゅうじんせんじゅうみんぞくろん）は、沖縄人先住民族論や沖縄県民先住民族論ともよばれ、沖縄県民が琉球王国の歴史を踏まえ、琉球民族の先住民族であるとする論である。

## 概要
国際連合では先住民族を他者によって土地を奪われた、もともとその土地に住んでいた人々としている。国際連合は沖縄の人々を先住民族としており
- 琉球王国が1850年代にアメリカ合衆国、フランス、オランダと修好条約を結び、国際法上の主体 = 主権国家として存在していた。
- 1879年に日本によって併合され沖縄県が設置された。
- その後日本に支配され差別の対象とされた。

以上により、先住民族としたとされている。
また、日本政府の見解ではアイヌのみを先住民族としている。

## 米軍基地問題との関係
琉球人先住民族論が一部の人に支持されている背景には米軍基地問題があるとされ、2007年に国連で採択された先住民族権利宣言では、先住民族の合意がない限り先住民族の土地を軍事に利用することを禁じている。これが米軍基地問題に関係するという背景がある。

## 国会での質問
2014年10月10日、糸数慶子参議院議員により、「琉球（沖縄）の人々を先住民族として認識し、権利を守るための対策を講じるよう早急に検討を開始すべきではないか」という国会質問がなされた。

## 反対論
琉球民族が先住民族であるということには、沖縄県内でも保守系議員を中心に反対意見があり、「沖縄の人々を先住民族とする国連勧告の撤回を実現させる沖縄地方議員連盟」が立ち上がっている。また、「中国に沖縄進出の口実を与える」との意見もある。また沖縄市議員の町田裕介は「県民も議会も議論に参加する機会もなく勧告が出されるという大事件に対し、県議会で問題意識も持つこともなく、議論もしないのは、議会の存在意義が問われる」と述べている。

## 関連した活動(時系列)
- 2023年4月19日、琉球民族独立総合研究学会がニューヨークの国連本部で開かれている先住民族問題に関する常設フォーラムで「辺野古新基地建設は、自己決定権を定めた宣言の第3条や、遺骨の返還などを定めた第12条に違反する」と訴えた[5]。
- 2023年11月14日、琉球先住民族まぶいぐみぬ会が国連が定める先住民族の権利について知ってほしいとデモ活動を行った。ガマフヤーの具志堅隆松やハワイ在住の琉球独立派のロバート・カジワラも応援に駆け付けた[6]。

## 琉球独立運動との関係
民族自決による琉球独立運動の観点から、琉球人先住民族論が取り出されることがある。しかし、国連が求めているのは先住民族に対する権利であり、必ずしも独立運動と関係があるわけではない。

## 琉球地位未定論との関係
中華人民共和国において、琉球の地位は未定であり、日本には属さないという琉球地位未定論が学者や軍人、中国共産党機関紙等により取り上げられることがあるが、これはポツダム宣言に基づいた戦勝国が沖縄の地位を決めるという主張であり琉球人先住民族論とは同じ主張ではない。